# Heterodoris robusta
Heterodoris robusta är en snäckart som beskrevs av Addison Emery Verrill och James Henry Emerton 1882. Heterodoris robusta ingår i släktet Heterodoris och familjen Heterodorididae. Inga underarter finns listade i Catalogue of Life.